# Поппер, Джулиус
Джу́лиус По́ппер (правильно — Жульюс Поппер; исп. Julio Popper, Ху́лио По́ппер; 15 декабря 1857, Бухарест, княжество Валахия, Османская империя — 5 июня 1893, Буэнос-Айрес, Аргентина) — румынский горный инженер; авантюрист, более всего известный как колонизатор Огненной Земли, из-за чего его иногда называют «конкистадором». Ныне обвиняется в геноциде она — одного из аборигенных народов Огненной Земли.

## Биография

### Ранние годы
Родился в Бухаресте, на территории Княжества Валахия, вассального Османской империи. По происхождению — еврей, сын Нафтали Поппера — директора первой еврейской гимназии в городе и редактора газеты Timpul. Нафтали Поппер также занимался торговлей антиквариатом. Жульюс получил хорошее образование, был полиглотом: свободно владел румынским, греческим, идишем, французским, немецким, латинским и испанским языками. В 17-летнем возрасте переехал в Париж, где окончил École polytechnique, получив диплом горного инженера. Далее много странствовал, совершив кругосветное путешествие, побывав в Индии, Китае, США. Пытался обосноваться на Кубе и в Бразилии, откуда переехал в Аргентину.

### Огненная Земля

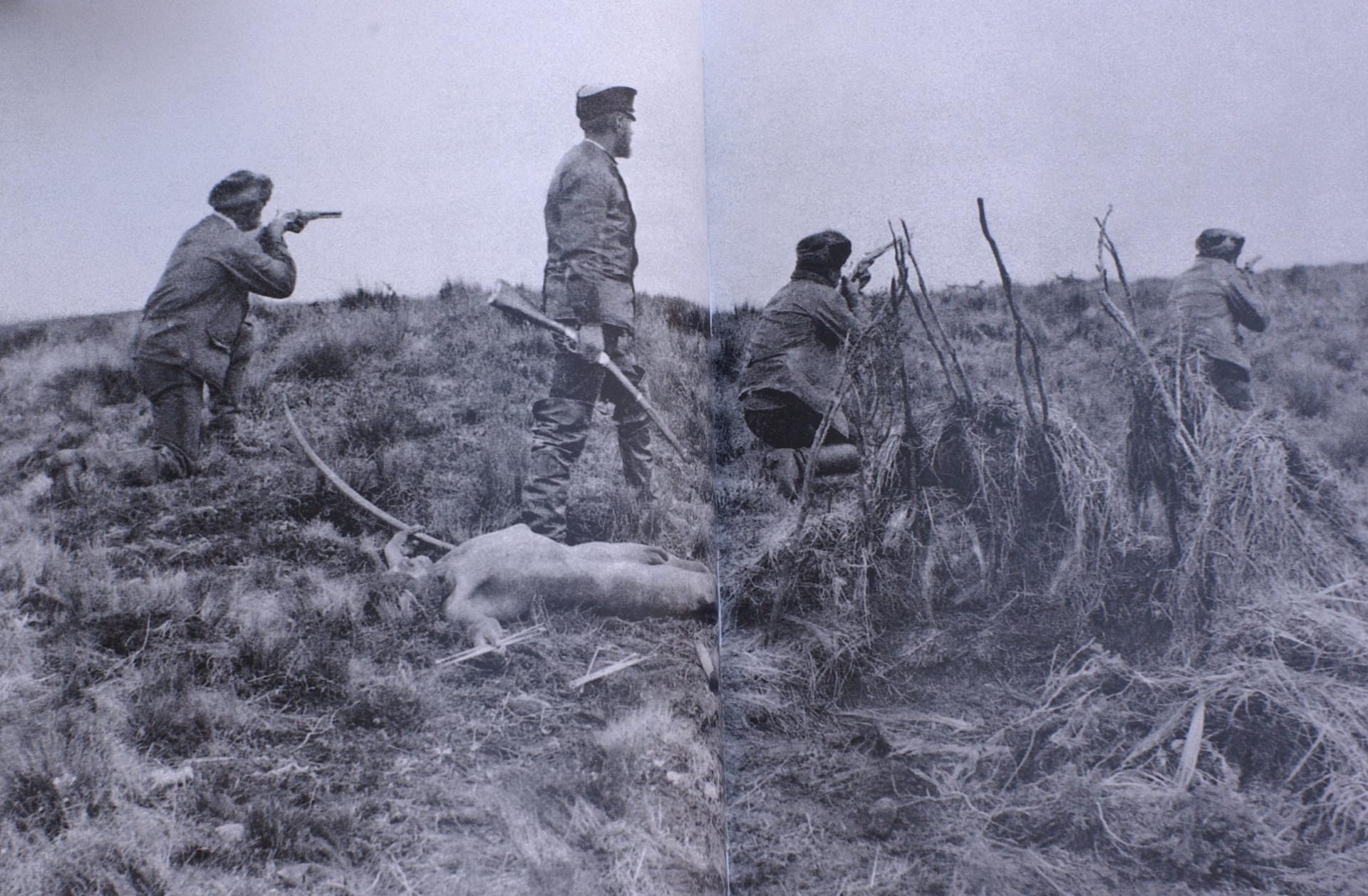
Поппер (?) с убитым индейцем она.

В 1885 году Поппер прибыл в Буэнос-Айрес, обуреваемый идеей поиска золота в провинции Санта-Крус, рассчитывая добывать его из прибрежных отложений. С группой авантюристов и горняков (всего 18 человек) в сентябре 1886 года он отправился на остров Огненная Земля одноимённого архипелага, где в заливе Сан-Себастьян основал базу, названную El Páramo. Картографировал значительные территории, неизвестные географической науке XIX в., многие географические названия, присвоенные Поппером, используются в Аргентине до сих пор. Обследованные территории Поппер объявил владением Аргентины, собираясь основать новую провинцию. Центром её должен был стать город Атланта (ныне Рио-Гранде).
В 1887 году Поппер вернулся в Буэнос-Айрес, где выступил с лекцией в Географическом Институте Аргентины (ныне Военный географический институт). Ему удалось убедить правительство и частных инвесторов вложить средства в основанное им «Южное золотопромышленное акционерное общество» (исп. Compañía Anónima Lavaderos de Oro del Sur). В том же году Поппер во главе частной армии вновь отправляется на Огненную Землю, объявив о найденных залежах золотоносного песка. В первый же год было добыто 154 фунта золота (69,8 кг). Всего, по некоторым данным, было добыто 600 кг золота до полного исчерпания залежей.
В XIX в. аргентинцы начали широкомасштабное освоение Патагонии, где основывались овцеводческие ранчо. Из-за сопротивления местных индейцев была провозглашена политика геноцида. Поппера также часто относят к числу «охотников на индейцев» (исп. cazadores de indios)
Первое столкновение с аборигенами Огненной Земли произошло в Сан-Себастьяне в 1886 году, причём было убито 27 человек (бойней командовал Рамон Листа — первый губернатор провинции Санта-Крус). Сохранились фотографии, сделанные Поппером, которые указывают на его участие в истреблении аборигенного населения колонизируемых земель. Они вошли в состав фотоальбома, предназначенного в подарок президенту Аргентины Мигелю Хуаресу Сельману, ныне он хранится в Музее края Земли в Ушуая. Впрочем, другие фотографии альбома донесли уникальные сведения о разных сторонах жизни и быта огнеземельцев.

### Последующая деятельность

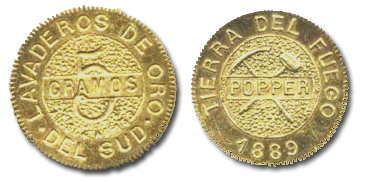
Золотая монета Поппера весом 5 г

В 1889 году компания Поппера начала чеканку золотых монет весом в 1 и 5 г. (исходя из стандарта 200 пятиграммовых или 1000 граммовых монет из килограмма чистого золота) без обозначения номинала, а только веса. Первоначально они изготавливались в собственной мастерской кустарным способом. Поскольку в 1890 году в Аргентине произошёл финансовый крах, Национальный монетный двор Аргентины легализовал чеканку Поппера и пустил его монеты в обращение, таким образом, в Аргентине некоторое время было альтернативное монетное обращение. Сколько именно монет было выпущено Поппером,  неизвестно (по некоторым сведениям, они имели хождение только на Огненной Земле). В том же году он напечатал марки в 10 сентаво, что вызвало судебное расследование со стороны государства.

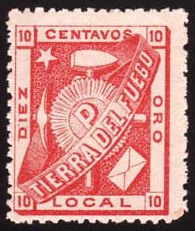
Почтовая марка Поппера в 10 сентаво. 1891 г.

В 1891 году Поппер запатентовал в Аргентине cosechadora de oro — драгу для золотодобычи, которая, по словам изобретателя, была способна перемывать до 75 т песка в день, извлекая 99,6 % содержащегося в нём золота.
В 1891 году жалобу на Поппера подали индейцы-огнеземельцы, и он был вынужден давать показания столичным властям.
В 1893 году Поппер был найден мёртвым в Буэнос-Айресе (по одной из версий — был отравлен) в возрасте 35 лет. Компания не пережила своего основателя, монеты были выведены из обращения и ныне являются большой нумизматической редкостью: специалистам известны менее десяти однограммовых монет и только две-три пятиграммовые монеты Поппера.

## В культуре
Поппер как яркая фигура авантюриста и первопроходца изображён в некоторых произведениях искусства:
- Жизни Поппера посвящён биографический роман Даниэля Ареса Popper — la Patagonia del oro («Поппер: золотая Патагония»).
- Личность Поппера исследуется в рассказе чилийского писателя Франсиско Колоане «Огненная Земля», написанного им в 1956 году.
- В 2000 году был снят чилийско-испано-итальянский фильм «Огненная Земля» (режиссёр — Мигель Литтин, сценарист — Тонино Гуэрра. В роли Поппера — Хорхе Перугориа, в фильме снималась также Орнелла Мути). В основу сценария был положен рассказ Колоане. Эпопея Поппера представлена как притча, к которой реальная его биография имеет мало отношения (например, действие фильма намеренно отнесено к 1870 году, когда Попперу было тринадцать лет). В фильме он назван православным румыном, собирающимся колонизировать Огненную Землю для королевы Румынии Кармен Сильвы. Действие фильма было перенесено в Чили, там же и проходили съёмки.
- Ближе к реальному Попперу персонаж пьесы Селин Монсарра La mère de la mariée.